# Терещук Петро Лаврентійович
Петро́ Лавре́нтійович (Вавринович) Терещу́к (нар. 9 лютого 1875 — пом. 14 серпня 1963) — український скульптор, медальєр, представник стилів модерн та арт-деко, один із засновників віденської школи малої бронзи, жив і працював у Відні та Празі. Працював із деревом, слоновою кісткою і бронзою. Робив портретні скульптури, кабінетні скульптури малих форм, настільні лампи та побутові декоративні предмети.

## Біографія
Народився 9 лютого (за іншими даними — 2 вересня) 1875 року у селі Вибудів Бережанського повіту Королівства Галичини та Володимирії Австро-Угорщини (нині — село Тернопільського району Тернопільської області України). Батько — Лаврентій (Ваврин) Терещук, мати — Варвара Терещук (до шлюбу Халупа).
За рекомендацією поміщика з села Вибудів, поїхав на навчання у польське місто Закопане, де навчався у школі дерев'яного промислу та закінчив місцеву гімназію. 
З 1893 по 1899 рік — навчався скульптурі у Віденській школі прикладних мистецтв, у студії професора Германа Клоца. Залишився жити у столиці Австро-Угорщини, де заснував власну майстерню скульптури — на вулиці Золлергассе, у будинку № 29. Разом із місцевим ливарником, Ульманом Ульріхом, став відомим міським різьбярем. Також навчав мистецтву різьби по слоновій кістці, дереву та бронзі щонайменше 12 учнів.
У 1903 році — переїхав до Праги, де одружився з чешкою. У них народилося троє дітей — доньки-близнючки (одна із них — Анна — померла ще за життя батька) і син Федір. У Празі — працював викладачем скульптури.
У 1939 році — повернувся до Відня, де проживав за адресою Золлергассе, будинок № 43.
Помер у Відні 14 серпня 1963 року. Похований на ділянці почесних поховань Центрального віденського кладовища, поряд із Шубертом та Бетховеном.

## Творчість
Розквітом творчості Терещука вважається період 1900-1920-х років.
Роботи виконував у стилі модерн або арт-деко. Працював із деревом, слоновою кісткою і бронзою, освоїв давньогрецьку хрисоелефантинну техніку. Робив портретні скульптури, кабінетні скульптури малих форм, настільні лампи, побутові декоративні предмети (підноси, електричні вмикачі, свічники, преспап'є, ножі для паперу, чорнильниці, промокальниці, лотки для карт, попільнички, коробки для цигарок, підставки під сірники, візитниці, вази, декоративні дзвінки, тощо), відзнаки-плакетки, кокарди, тощо.
Композицію «Богородиця з маленьким Ісусом, що грається з голубами» придбав імператор Франц Йосиф І. Друга така ж композиція — стала власністю українського громадського діяча, генерала Захара Павлюха.
Автор барельєфів на могилі директора банку «Дністер» Ярослава Кулачковського (*1863-†1909) на Личаківському цвинтарі Львова. Автор та виконавець іконостасу Церкви Святої Трійці у місті Бережани на Тернопільщині.
У червні 1910 року в українському Парламентському клубі підкрили бюст віце-президента австрійського парламенту, політичного провідника галицьких українців Юліана Романчука, виконаний Терещуком.
У 1910-1911 роках у Лейпцигу пройшла персональна виставка робіт Терещука.
Після закінчення Другої світової війни — реставрував австрійські церкви (зокрема, Монастир святого Флоріана в околицях Лінца та віденську Церкву Святих Роха та Себастьяна), Золотий кабінет віденського Бельведеру, виконував барокові рами і скульптури сакрального змісту. 
Малював також олійні пейзажі та жанрові картини австрійського сільського життя.
Ще за життя твори Терещука стали всесвітньо відомими: експонувалися в усій Європі, у Північній та Південній Америці, у Австралії.
Відомо більше 250 творів Терещука. Інформація про них є в аукціонних каталогах по всьому світу. Авторство більшості робіт підтверджене підписом «P. Tereszczuk» і клеймом ливарних майстерень Артура Рубінштейна або Ульмана Ульріха, з якими Терещук найчастіше працював, або його власної — «Wiena Tereszczuk». Клейма українською мовою стоять на барельєфах на могилі Ярослава Кулачковського та на пам'ятній медалі з нагоди повернення Митрополита Андрея Шептицького з російського полону («П. Терещук», «П. Т.»). У приватній колекції у Львові зберігається також погруддя українського художника Миколи Івасюка з підписом українською «П. Терещук», виконане Терещуком у 1898 році у Відні, під час навчання у Школі прикладних мистецтв.
Дослідники припускають, що значна частина робіт Терещука збереглася також у австрійських музеях та приватних збірках у багатьох країнах світу і ще невідома мистецтвознавцям.

### Відзнаки
Відомі відзнаки, виготовлені Терещуком:
- два види відзнак-плакеток з нагоди повернення митрополита Андрея Шептицького з російського полону, профінансовані українською творчою інтелігенцією Львова та Відня і виготовлені у віденській майстерні Тірка; розповсюджувались на богослужіннях (прямокутної форми, із рельєфним погруддям митрополита та написом українською мовою «Андреєві Шептицькому / Україна»[2])
- відзнаки «Львівський боян», «Перемишльський боян» та «Коломийський боян»[3] (1894-1895), на звороті яких є клейма «J.ZIVDLER.WIEN.7»
- медалі-плакетки в пам'ять віденського українського шкільництва
- одна з перших відзнак Товариства «Просвіта» — у вигляді книги, над якою сходить сонце
- кокарди для воїнів Армії УНР та Галицької армії
- пам'ятна медаль Першої Української хліборобської виставки в Стрию (1909)[4]

Дослідники також припускають, що Терещук — автор медалі Запомогового товариства імені Святого Петра (1914).